# لئونارد آلترمن
لئونارد آلترمن (انگلیسی: Leonard Alterman; ۸ مارس ۱۹۲۲ – ۶ فوریهٔ ۲۰۰۹) بازیکن بسکتبال اهل ایالات متحده آمریکا بود.